# Petenaea cordata
Petenaea cordata – gatunek  z monotypowego rodzaju Petenaea i rodziny Petenaeaceae Christenh., M.F. Fay & M.W. Chase in M.J.M. Christenhusz et al., Bot. J. Linn. Soc. 164: 23. 27 Sep 2010 z rzędu Huerteales. Występuje na niewielkich obszarach (lokalnie rośnie jednak pospolicie) w południowym Meksyku, w północnej Gwatemali i zachodnim Belize. Ma jadalne jagody spożywane jednak tylko lokalnie przez dzieci.

## Morfologia
PokrójOkazałe krzewy lub niewielkie drzewa, o pędach pokrytych włoskami pojedynczymi i rozgałęzionymi.
LiściePojedyncze, sercowate, o nerwacji dłoniastej, drobno ząbkowane na brzegu (podobne do liści lipy). U nasady ogonka liściowego znajdują się drobne przylistki. Zarówno ogonki jak i przylistki są czerwono nabiegłe.
KwiatyZebrane są w silnie owłosionych, wiechowatych kwiatostanach z szypułkami czerwono nabiegłymi. Kwiaty są promieniste i obupłciowe. Działek kielicha jest 5 i są one biało owłosione od zewnątrz. Płatków korony brak, a jej funkcję pełnią gęste, różowe, wielokomórkowe włoski wyrastające z dna kwiatowego. Pręcików jest 8 do 12 i są one wolne. Między ich nitkami znajdują się miodniki. Zalążnia górna powstaje z 4–5 zrośniętych owocolistków. Od zewnątrz jest owłosiona.
OwoceKulistawe jagody.

## Systematyka
Gatunek wraz z rodzajem, który tworzy, był różnie ujmowany w przeszłości – zaliczano go do eleokarpowatych Elaeocarpaceae, później lipowatych (obecnie lipowe Tilioideae w obrębie ślazowatych), rozważano też jego włączenie do rozcięgowatych Muntingiaceae. Ostatecznie analizy molekularne zdecydowały o wyodrębnieniu go w 2010 roku w randze własnej rodziny siostrzanej względem Gerrardinaceae.
Pozycja systematyczna rodziny według APweb (aktualizowany system APG IV z 2016)
Jedna z rodzin rzędu Huerteales, siostrzana względem Gerrardinaceae. 
|  | Gerrardinaceae Alford                              |
|  |                                                    |
|  | Petenaeaceae Christenhusz, M. F. Fay & M. W. Chase |
|  |                                                    |

|  | Tapisciaceae Takhtajan   |
|  |                          |
|  | Dipentodontaceae Merrill |
|  |                          |

|  | Gerrardinaceae Alford                              |
|  |                                                    |
|  | Petenaeaceae Christenhusz, M. F. Fay & M. W. Chase |
|  |                                                    |

|  | Tapisciaceae Takhtajan   |
|  |                          |
|  | Dipentodontaceae Merrill |
|  |                          |